# 紀元前646年
紀元前646年（きげんぜん646ねん）は、西暦（ローマ暦）による年。紀元前1世紀の共和政ローマ末期以降の古代ローマにおいては、ローマ建国紀元108年として知られていた。紀年法として西暦（キリスト紀元）がヨーロッパで広く普及した中世時代初期以降、この年は紀元前646年と表記されるのが一般的となった。

## 他の紀年法
- 干支 : 乙亥
- 日本
  - 皇紀15年
  - 神武天皇15年
- 中国
  - 周 - 襄王6年
  - 魯 - 僖公14年
  - 斉 - 桓公40年
  - 晋 - 恵公5年
  - 秦 - 穆公14年
  - 楚 - 成王26年
  - 宋 - 襄公5年
  - 衛 - 文公14年
  - 陳 - 穆公2年
  - 蔡 - 穆侯29年
  - 曹 - 共公7年
  - 鄭 - 文公27年
  - 燕 - 襄公12年
- 朝鮮
  - 檀紀1688年
- ユダヤ暦 : 3115年 - 3116年

## できごと

### 中国
- 諸侯が縁陵に築城し、杞をこの地に遷した。
- 沙鹿で山崩れが起こった。
- 狄が鄭に進入した。
- 秦で飢饉が起こり、晋に食糧の援助を求めたが、晋の恵公はこれに応じなかった。

## 死去
- 蔡の穆侯